# Truchas (Nuevo México)
Truchas es un lugar designado por el censo ubicado en el condado de Río Arriba en el estado estadounidense de Nuevo México. En el Censo de 2010 tenía una población de 560 habitantes y una densidad poblacional de 31,19 personas por km².

## Geografía
Truchas se encuentra ubicado en las coordenadas 36°2′12″N 105°48′46″O / 36.03667, -105.81278. Según la Oficina del Censo de los Estados Unidos, Truchas tiene una superficie total de 17.95 km², de la cual 17.94 km² corresponden a tierra firme y (0.09%) 0.02 km² es agua.

## Demografía
Según el censo de 2010, había 560 personas residiendo en Truchas. La densidad de población era de 31,19 hab./km². De los 560 habitantes, Truchas estaba compuesto por el 58.21% blancos, el 0.36% eran afroamericanos, el 1.25% eran amerindios, el 0% eran asiáticos, el 0% eran isleños del Pacífico, el 38.04% eran de otras razas y el 2.14% pertenecían a dos o más razas. Del total de la población el 86.07% eran hispanos o latinos de cualquier raza.